# The Odd Slipper
Pour plus de détails, voir Fiche technique et Distribution.
The Odd Slipper est un film muet américain réalisé par Burton L. King, sorti en 1915.

## Fiche technique
- Titre : The Odd Slipper
- Réalisation : Burton L. King
- Scénario : Will M. Ritchey
- Producteur : William Selig
- Société de production : Selig Polyscope Company
- Société de distribution : General Film Company
- Pays de production :  États-Unis
- Langue : Anglais américain
- Format : Noir et blanc — 35 mm — 1,33:1 — Muet
- Métrage : 300 mètres (1 bobine)
- Genre : Film dramatique
- Durée : 10 minutes
- Dates de sortie : 
  - États-Unis : 10 février 1915

## Distribution
- Robyn Adair :	Dr. Randall
- Lillian Hamilton : Grace Villers
- Edwin J. Brady